# Bionaz
Bionaz – miejscowość i gmina we Włoszech, w regionie Dolina Aosty, w dolinie Valpelline w Alpach Pennińskich.
Według danych na styczeń 2009 gminę zamieszkiwały 242 osoby przy gęstości zaludnienia 1,96 os./1 km².